# 前鳥神社

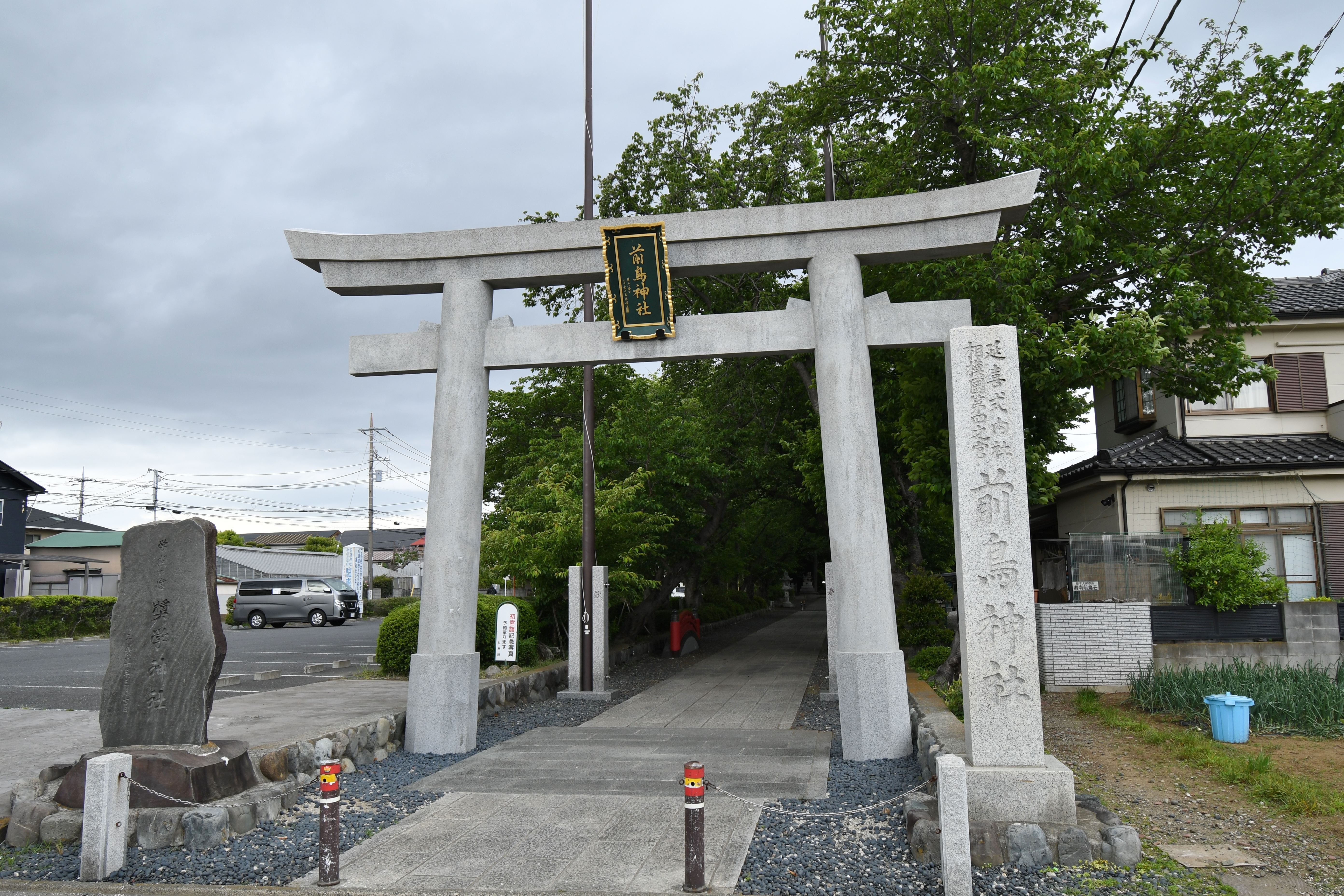
大鳥居

前鳥神社（さきとりじんじゃ）は、神奈川県平塚市四之宮にある神社。旧社格は郷社。古くより「前鳥さん」とも呼ばれている。
延長5年（927年）の『延喜式神名帳』に記載されている相模国の延喜式内社十三社の内の一社（小社）とされる。毎年5月5日に大磯町国府本郷の神揃山（かみそろいやま）で行われる旧相模国の伝統的な祭事、国府祭（こうのまち）に参加する相模五社の一つで同国四宮に当たる。所在地名の「四之宮」（しのみや）は当社にちなむ。

## 社名
当社は相模川の自然堤防の南端に鎮座するが、『日本の神々 -神社と聖地- 11 関東』 では『特選神名牒』 が当社の社名を「前島神社」と記載し、「前島神社」である理由を当社境域が馬入川（相模川の河口付近）の岸に突出して出水のたびに流損する崎であった地勢によるものだとしていること、また、これを支持する論者も多いこと紹介している。
しかし『四之宮 前鳥神社 -その神輿と地域の信仰-』では、「前鳥」の表記は延長5年（927年）成立の『延喜式神名帳』が初出であり、それ以前の文献である天平7年（735年）『相模国封戸租交易帳』（正倉院文書）には「埼取郷」、承平年間（931-938年）編纂の『和名類聚抄』には「前取郷」しか表れないことを根拠に、「前鳥」を「前島」の誤字とする『特選神名牒』の説を否定している。また同書では「さきとり」は相模川に突出した地形、岬などと同義の崎・埼から起こった地名であり、これをとって社名としたものであろうとする。
『相摸の古社』では社名の「さき」を相模川を挟んだ対岸に鎮座する寒川神社から望んでの「さき」だと推定している。
『前鳥神社 御由緒』によれば、江戸時代まで社号を「左喜登利」「埼取」「前取」など色々用いてきたが、現在は『延喜式神名帳』に基づき「前鳥」の社名を用いているのだと言う。現在も拝殿内の扁額には「左喜登利神社」、西鳥居前の社号石碑では「前取神社」の表記が使用されている。

## 祭神
現在の祭神は以下の3柱である。
- 菟道稚郎子命（うぢのわきいらつこのみこと）
- 大山咋命（おおやまくいのみこと）
- 日本武尊（やまとたけるのみこと）

菟道稚郎子命を祀る神社は極めてまれで、東日本では当社と野木神社のみと言われている。『日本の神々 -神社と聖地- 11 関東』 では、所縁の地から離れた東国で菟道稚郎子命が祀られている事に関し、兄に帝位を譲るため自殺したとされる菟道稚郎子命が実は死んでおらず、一族を率いて東国に下り曽祖父である日本武尊に所縁の地へ宮を建てた、あるいは当地が菟道稚郎子命の御名代であったことにより祀られたとする伝承があることを紹介した後、これら伝承には傍証が無く一切は不明だが、なぜ東国で祀られたのかについては興味あることとしなければなるまい、と述べている。
明治43年（1910年）に村内日枝神社の祭神であった大山咋命を合祀、昭和61年（1986年）に日本武尊を合祀している。

## 歴史

### 創建
当社の正確な創建年代は不明である。『前鳥神社 御由緒』 では、平安時代に「四之宮」の地名が始まり、それ以前の奈良時代の諸文献に「さきとり」の地名 が見えることから、この「さきとり」の地に住んでいた人々が清浄な場所を選んで奉祀したのが始まりではないかと述べている。また近年では伝承に拠ると断った上で仁徳天皇56年（368年）を創建年としている。

### 概史
『相模国式内社神社明細帳』によれば、仁寿2年（852年）までに朝廷から正六位の神階を賜ったという。
延長5年（927年）に『延喜式神名帳』により式内社、名神小社へ列格された。
『中世諸国一宮制の基礎的研究』 によれば、元暦2年（1185年）7月の『相模国前取社・安芸国開田荘注文案』に当地へ地頭が補任され年貢が未納になっているとの記述があり、安元2年（1176年）の八条院 暲子内親王の所領目録に安芸国開田荘があること、嘉元4年（1306年）には室町院領と見えることから、当社地が八条院周辺の人物の所領に編成されていた可能性を示唆している。
『吾妻鏡』建久3年（1192年）8月9日の条に源頼朝が北条政子の安産を祈願した神社として「四宮前取大明神」の名が見え、この時に神馬が奉納されている。さらに建暦2年（1212年）には将軍家御祈祷所と定められた。
天正19年（1591年）11月、徳川家康より朱印状が下され社領10石が寄進され、徳川家の武運長久祈願所と定められた。
貞享4年（1687年）7月4日、神道家橘三喜が諸国一宮巡詣の道中に当社の別当寺鏡智院に宿泊し、翌朝に当社を参詣している。
天保10年（1839年）成立の『相中留恩記略』に長谷川雪堤によって描かれた境内図が載る。また天保12年（1841年）成立の『新編相模国風土記稿』の記述から、この当時に四之宮村の鎮守とされていたことがわかる。
明治6年（1873年）に郷社へ列格。同41年（1908年）には神饌幣帛供進神社に指定される。同42年（1909年）に「四之宮大火」と呼ばれる村内の大火事で社務所と宝庫を焼失し、古記録類の多くを失ったとされる。
昭和43年（1968年）9月には元皇族を招いて創祀千六百年式年大祭が行われ、その際に本殿の右に奨学神社が建立されている。
平成30年（2018年）9月に御鎮座千六百五十年式年大祭が行われ、奉祝事業として子ども神輿の新造、参道・社殿の敷石工事、一之鳥居の建立などが行われた。

## 境内

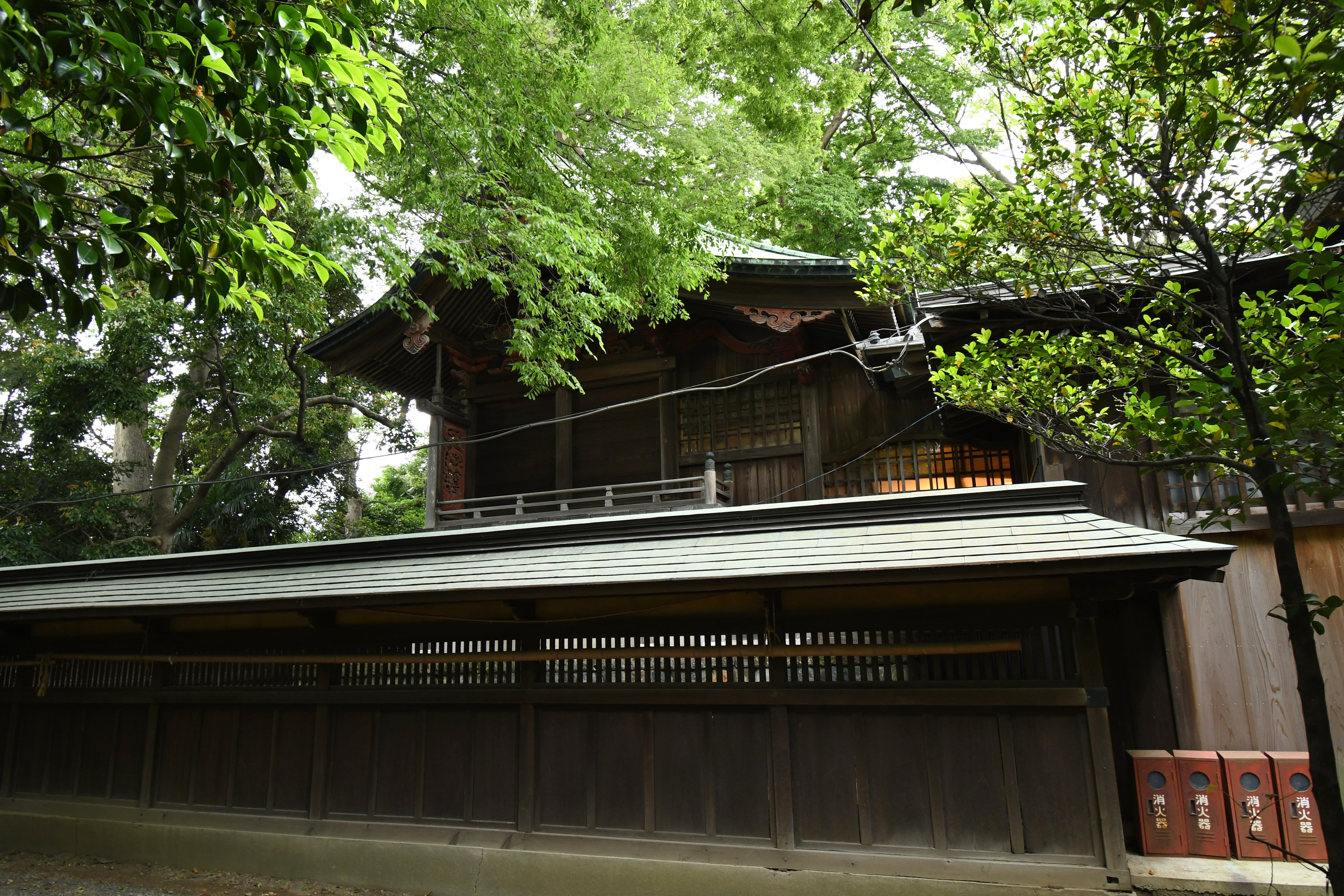
本殿
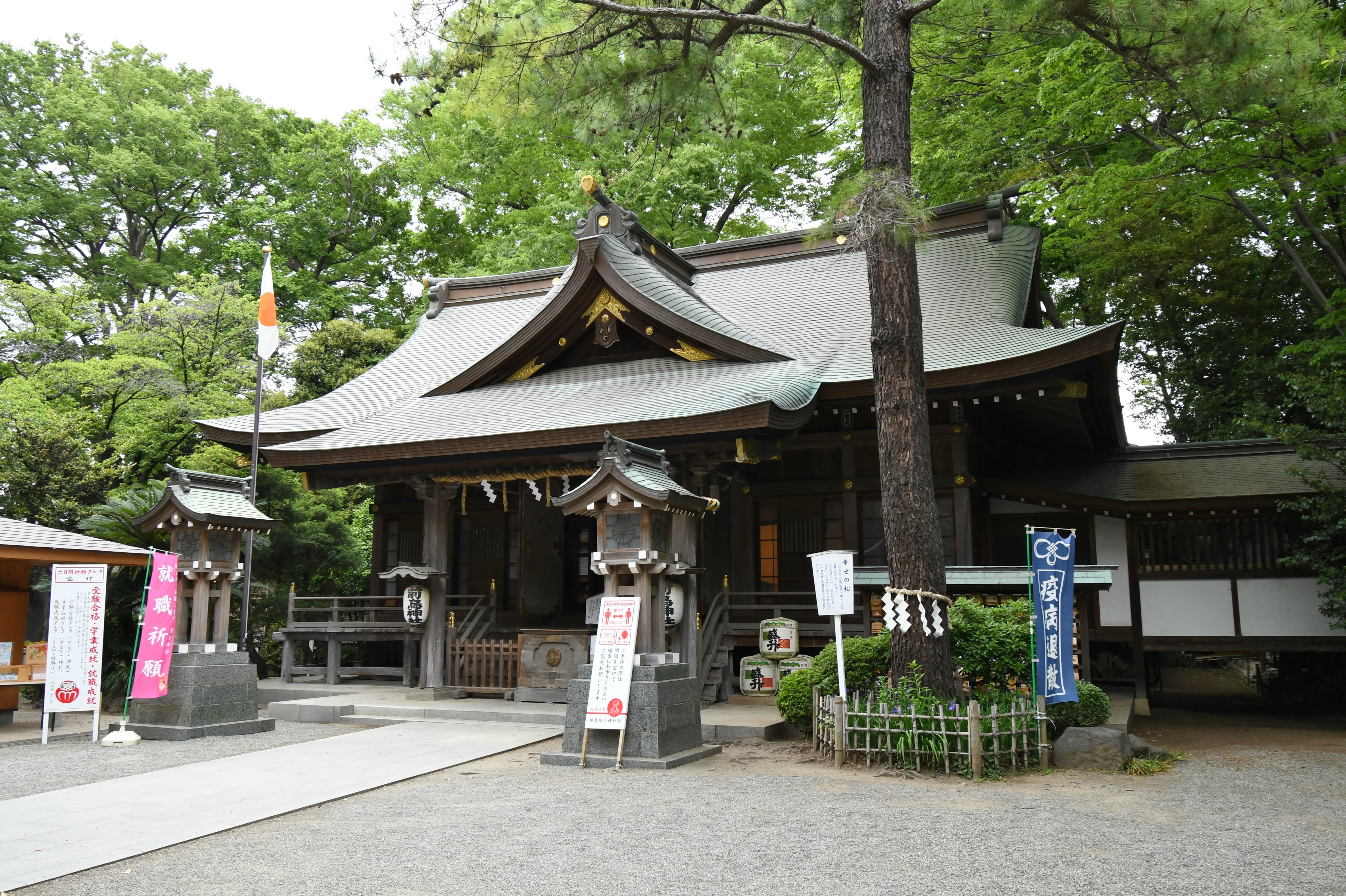
拝殿
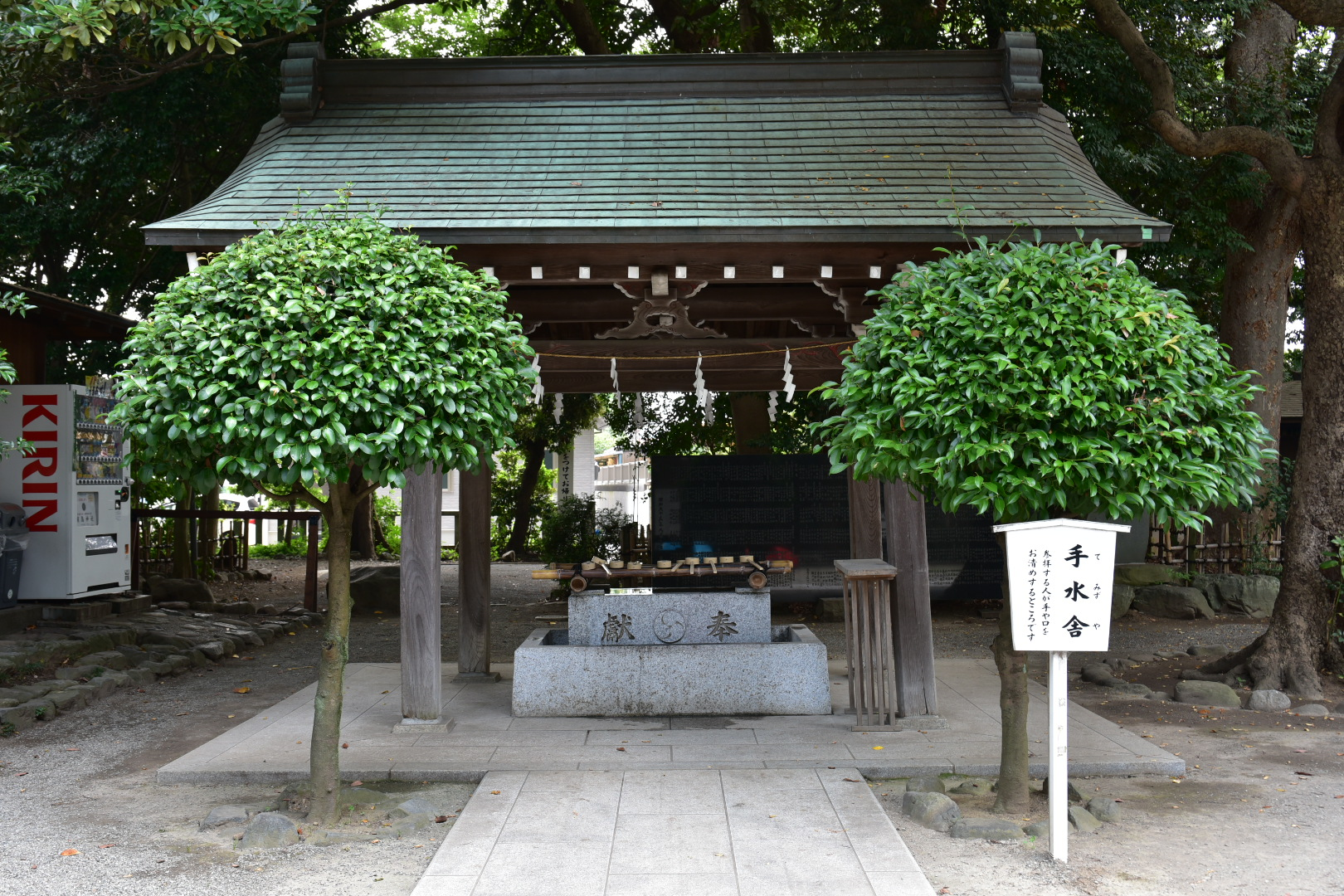
手水舎
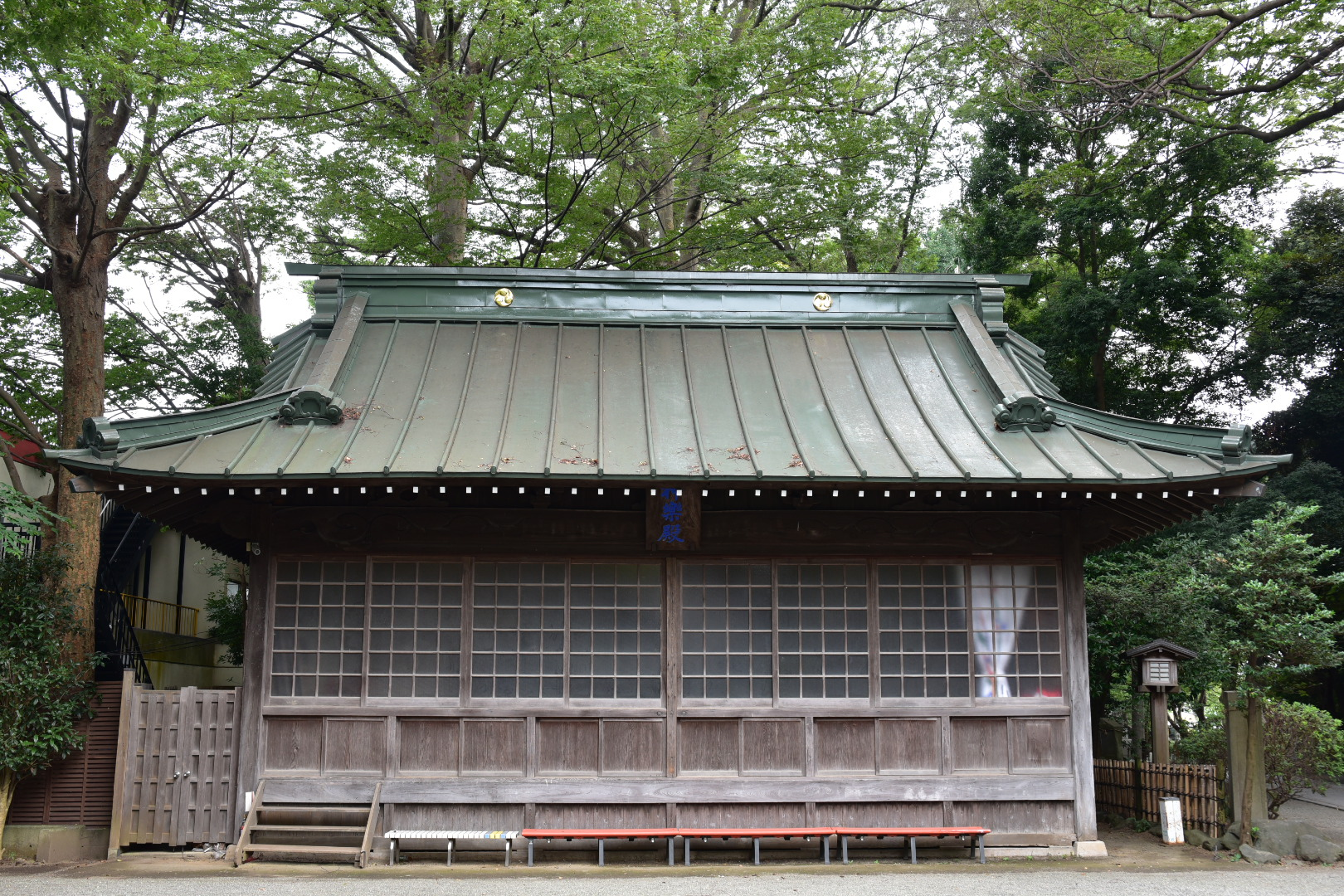
神楽殿
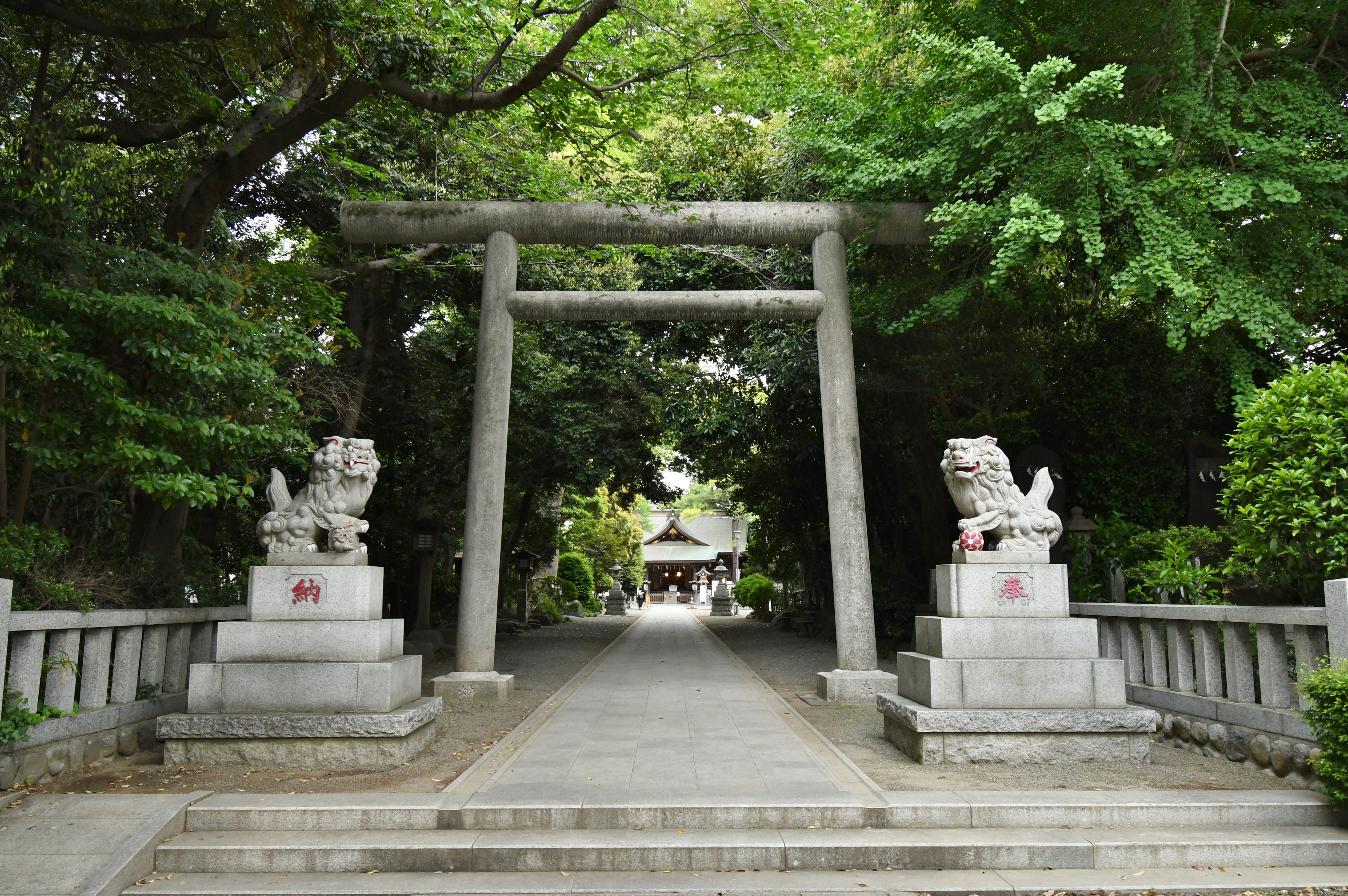
境内鳥居

## 摂末社

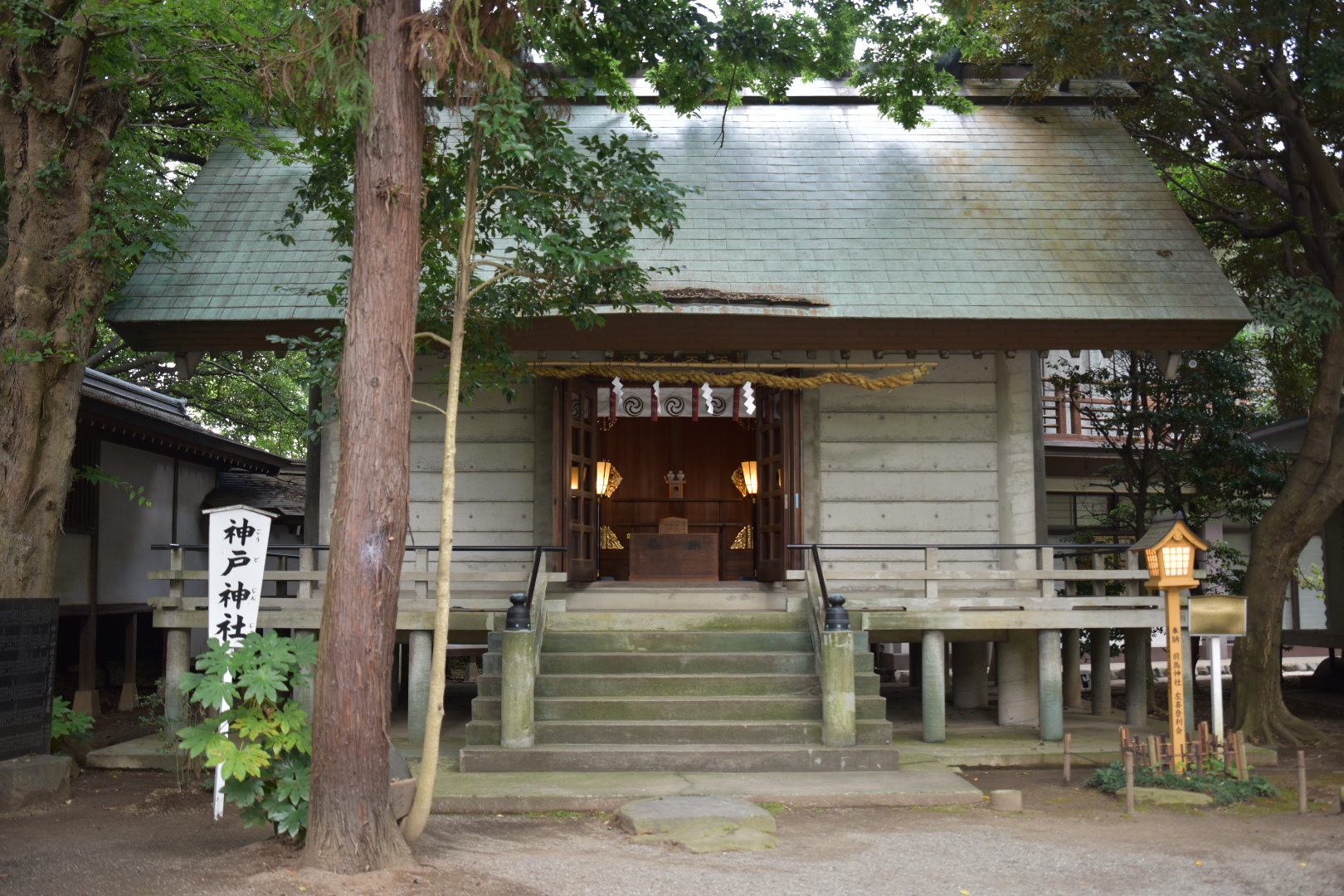
神戸神社（ごうどじんじゃ）
祭神：素盞嗚命、天照皇大御神
昭和53年（1978年）に境内社八坂神社と同神明神社を合祀して造営された。「神戸」は当社鎮座地の小字。
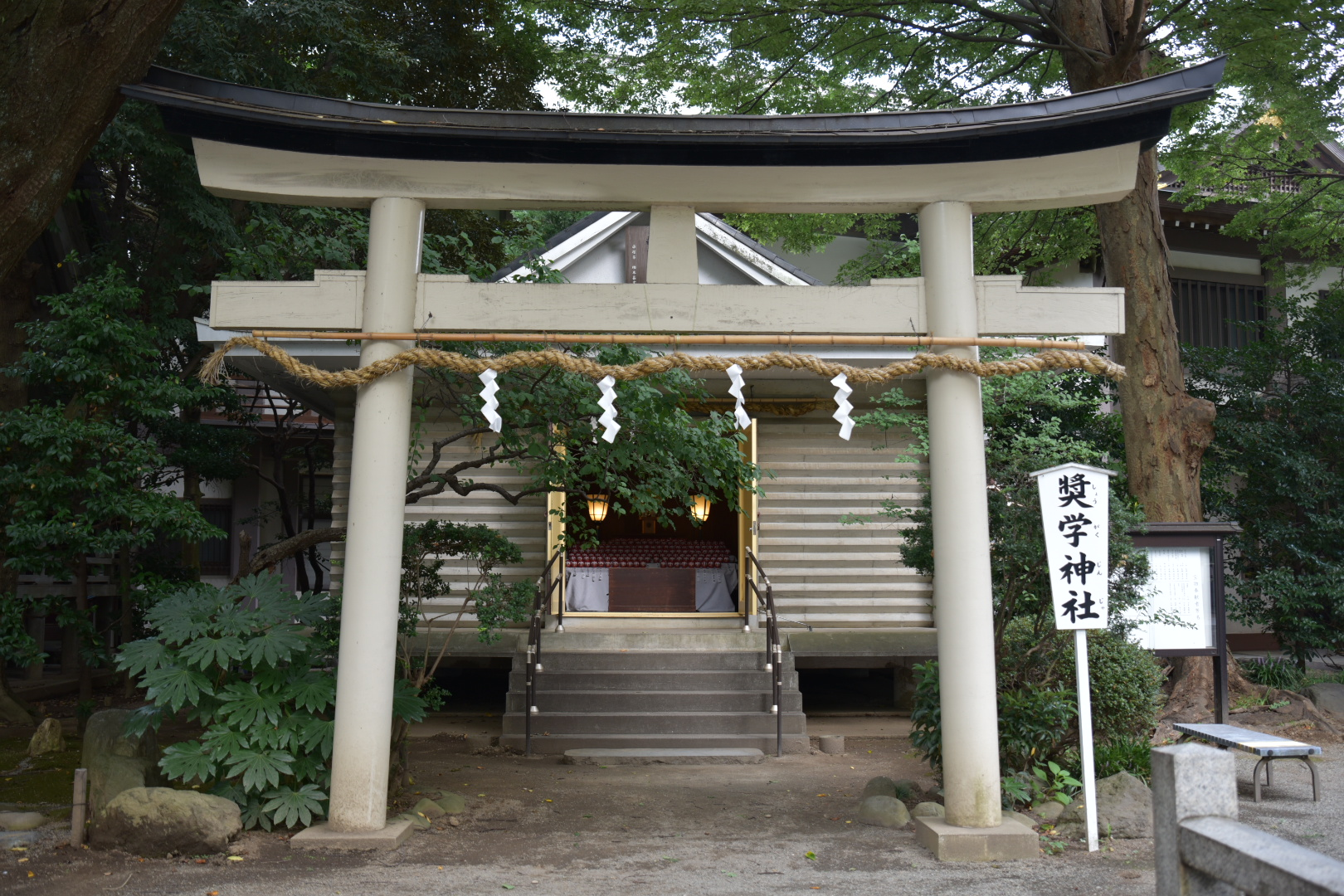
奨学神社（しょうがくじんじゃ）
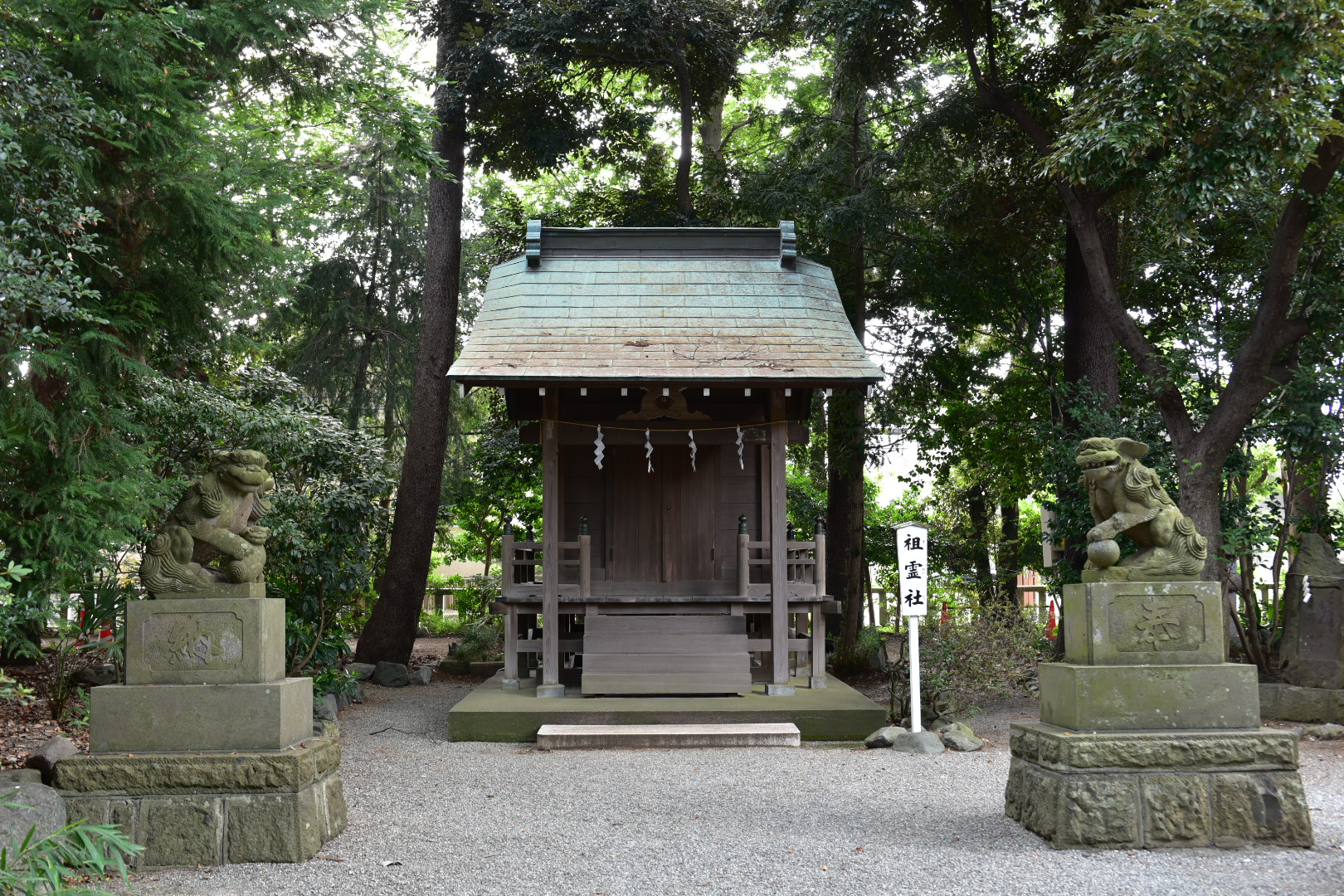
祖霊社
祭神：菅原道真公、王仁命、阿直岐命
昭和44年（1969年）に境内社天神社を合祀して創祀。
当社の祭神菟道稚郎子命に漢籍を教授したという百済人、阿直岐・王仁を勉学の神として祀る。
- 祖霊社（それいしゃ）
昭和53年（1978年）創祀。歴代の宮司と氏子総代・副総代、崇敬会会長を祀る。
- 除厄稲荷社（やくよけいなりしゃ）
本殿東側に鎮座。境内の鎮守神として文化5年（1808年）に京都伏見稲荷大社より勧請された。

- 神戸神社
- 奨学神社
- 祖霊社

## 祭事

### 年間祭事
- 歳旦祭（1月1日）
- 神明神社例祭（1月21日）
- 節分祭（節分）
- 紀元節祭（2月11日）
- 祈年祭（2月17日に近い日曜日）
- 奨学神社祭・学業祭（3月第2日曜日）
- 国府祭（5月5日）
- 崇敬会大祭（5月第3土曜日）
- 夏越の大祓（6月30日）
- 八坂神社例祭・こどもまつり（7月第2日曜日）
- 祖霊社例祭（秋分の日）
- 例大祭（9月28日）
- 神嘗奉祝祭（10月17日）
- 七五三詣（11月15日）
- 新嘗祭・新穀感謝祭（11月23日）
- 師走大祓（12月30日）
- 除夜祭（12月30日）

### 前鳥神社祭事
- 麦振舞（むぎふるまい） 
幕末の地誌『新編相模国風土記稿』に、国府祭と関連して4月晦日に行われる固有行事として表れる[注 4]。現在は5月5日の国府祭に際し神揃山山麓で行われるものと、9月27日の宵宮祭に境内で行われるものとがある。
- 神輿宮入
9月28日夕刻、周辺地域を渡御した大神輿が当社境内に戻り、表参道入口から拝殿前に向かうまでの神輿渡御を指す。途中、白い手綱を放り投げて大神輿の蕨手に結ぶ「奠の綱（でんのつな）」行事があり、見物の目玉となっている。
- 日本武尊之舞
当社の社宝「日本武尊の面」を着けた舞踊。毎年、節分祭・崇敬会大祭の二度披露されていた。現在は後継者不足につき休止していると説明されている[3]。

### 前鳥囃子と里神楽
江戸時代に「松の市」という人物によって平塚に伝えられた祭囃子の系譜を引くと言われる。笛・鉦・大太鼓・締太鼓2張の五人囃子を基本編成とし、「屋台（囃子）」「宮昇殿」「昇殿」「神田丸」「唐楽」「鎌倉」「仕丁舞」「印場」「きざみ」の9曲が笛と鉦を欠かずに伝承されている点が貴重とされる。国府祭・境内社八坂神社例祭・当社例祭などで演奏を観ることができる。前鳥神社囃子太鼓保存会により年間60日の練習が行われている。

## 文化財

### 平塚市指定文化財
- 無形民俗文化財
  - 前鳥神社祭事 - 1979年（昭和54年）2月20日指定[8]。
  - 前鳥囃子 - 1986年（昭和61年）1月24日指定[9]。

### その他
- 日本武尊の面 - 『新編相模国風土記稿』[7]にも記載された当社の社宝。

## アクセス
- JR東日本東海道本線の平塚駅から神奈川中央交通バス「本厚木駅南口」「リバーサイド前」「大神工業団地」「田村車庫」行きに乗車、「前鳥神社前」下車徒歩4分。
- 東名高速道路厚木インターチェンジから車で約15分。
- 圏央道寒川南インターチェンジから車で約7分。